# Blue Tomorrow
"Blue Tomorrow" é um single lançado pelo time de futebol inglês Chelsea Football Club em 2000. Alcançou o número 22 no UK Singles Chart . 